# Bernardino Cametti
Bernardino Cametti (Rome, 1669-1736) est un sculpteur italien du baroque tardif.

## Biographie
Parmi ses premières œuvres figure un bas-relief en marbre de la canonisation de Saint Ignace (1695-1698) pour l'église du Gesù, d'après un projet d'Andrea Pozzo et un monument au comte Vladislav Constantin Wasa (Église Santissime Stimmate di San Francesco, 1698-1700), commandé par le cardinal Giovanni Francesco Albani, futur Clément XI.
La famille Cametti étant originaire de Gattinara dans le Piémont, il n'est pas surprenant qu'après avoir travaillé dans l'atelier de Lorenzo Ottoni à Rome, il ait été engagé pour travailler à Turin afin de compléter le haut-relief de l'Annonciation (1729) pour la Basilique de Superga construite par Filippo Juvarra qui influença aussi cette commande. Agostino Cornacchini (1686-1754) a également contribué aux reliefs de cette église. Les reliefs de Cametti ont influencé ceux de Filippo della Valle pour l'Annonciation de l'église Saint-Ignace-de-Loyola de Rome.
Cametti a également achevé les statues d'anges couronnant le Saint François-Régis de l'autel de l'église du Monastère des Déchaussées Royales de Madrid, qui comprend un important relief de Camillo Rusconi. Une Diane chasseresse (1720) est conservée au Musée de Bode de Berlin. Son monument au prince Taddeo Barberini dans l'église de Santa Rosalia à Palestrina en 1704 reflète un changement dans les conceptions de la sculpture funéraire, par un éloignement du pathétique memento mori du haut baroque pour aller vers un rendu plus serein de la gloire éternelle.